# Live at Winterland '68
Live at Winterland '68 es el segundo álbum en vivo de Janis Joplin cuando formaba parte de la banda Big Brother and the Holding Company lanzado en 1998. Fue grabado en el Winterland Ballroom, San Francisco, California, el 12 y 13 de abril de 1968.

## Lista de canciones
| N.º | Título | Escritor(es) | Duración |  |

## Intérpretes
- Janis Joplin - Voz
- James Gurley - Guitarra
- Sam Andrew - Guitarra
- Peter Albin - Bajo eléctrico
- David Getz - Batería